# Laura Taleb Muller
Pour les articles homonymes, voir Muller.
Laura Taleb Muller (en arabe : لورا طالب مولر), née le 9 janvier 1999 à Metz, est une footballeuse internationale algérienne évoluant au poste d'attaquante au Havre AC.

## Biographie

### Carrière en club
Laura Taleb Muller est née le 9 janvier 1999 à Metz. Elle est formée au Football Club de Metz. En 2018, elle signe en faveur de La Roche ESOF, en D2 féminine. Bien qu’elle soit sollicitée à la fin de la saison 2019-2020, elle décide de rester fidèle à son club.

### Carrière en sélection
En septembre 2021, elle est convoquée pour la première fois en équipe d'Algérie par la sélectionneuse nationale Radia Fertoul pour participer à un stage de préparation pour les éliminatoires de la CAN 2022,,.
En novembre 2021, elle est de nouveau convoquée pour deux rencontres amicales contre la Tunisie. Le 25 novembre 2021, elle honore sa première sélection contre la Tunisie. Lors de ce match, elle entre à la 65e minute de la rencontre, à la place d'Imène Merrouche. Le match se solde par une victoire 0-1 des Algériennes. Le 28 novembre 2021, elle inscrit son premier but en sélection face à la Tunisie, victoire 2-4,.

## Statistiques

### Statistiques détaillées
| Saison                | Club                  | Championnat           | Championnat | Championnat | Coupe(s) nationale(s) | Coupe(s) nationale(s) | Algérie | Algérie | Total | Total |
| Saison                | Club                  | Division              | M.          | B.          | M.                    | B.                    | M.      | B.      | M.    | B.    |
| 2018-2019             | La Roche ESOF         | Division 2            | 16          | 6           | 3                     | 2                     | -       | -       | 19    | 8     |
| 2019-2020             | La Roche ESOF         | Division 2            | 16          | 4           | 1                     | 0                     | -       | -       | 17    | 4     |
| 2020-2021             | La Roche ESOF         | Division 2            | 3           | 2           | -                     | -                     | -       | -       | 3     | 2     |
| 2021-2022             | La Roche ESOF         | Division 2            | 20          | 5           | 1                     | 0                     | 4       | 1       | 25    | 6     |
| Sous-total            | Sous-total            | Sous-total            | 55          | 17          | 5                     | 2                     | 4       | 1       | 64    | 20    |
| 2022-2023             | Le Havre AC           | Division 1            | 4           | 0           | -                     | -                     | -       | -       | 4     | 0     |
| Sous-total            | Sous-total            | Sous-total            | 4           | 0           | -                     | -                     | -       | -       | 4     | 0     |
| Total sur la carrière | Total sur la carrière | Total sur la carrière | 59          | 17          | 5                     | 2                     | 4       | 1       | 68    | 20    |

### En sélection

#### Matchs internationaux
Le tableau suivant liste les rencontres de l'équipe d'Algérie dans lesquelles Laura Muller a été sélectionnée depuis le 25 novembre 2021 jusqu'à présent.

#### Buts internationaux
| 0   | Date             | Lieu                                      | Compétition  | Résultat | Adversaire | Détail | Détail | Détail | Sél. |
| --- | ---------------- | ----------------------------------------- | ------------ | -------- | ---------- | ------ | ------ | ------ | ---- |
| 1er | 28 novembre 2021 | Stade municipale d'Ariana, Tunis, Tunisie | Match amical | V 2-4    | Tunisie    | 42e    | -      | 0-3    | 2e   |